# Torneo Sangre Nueva

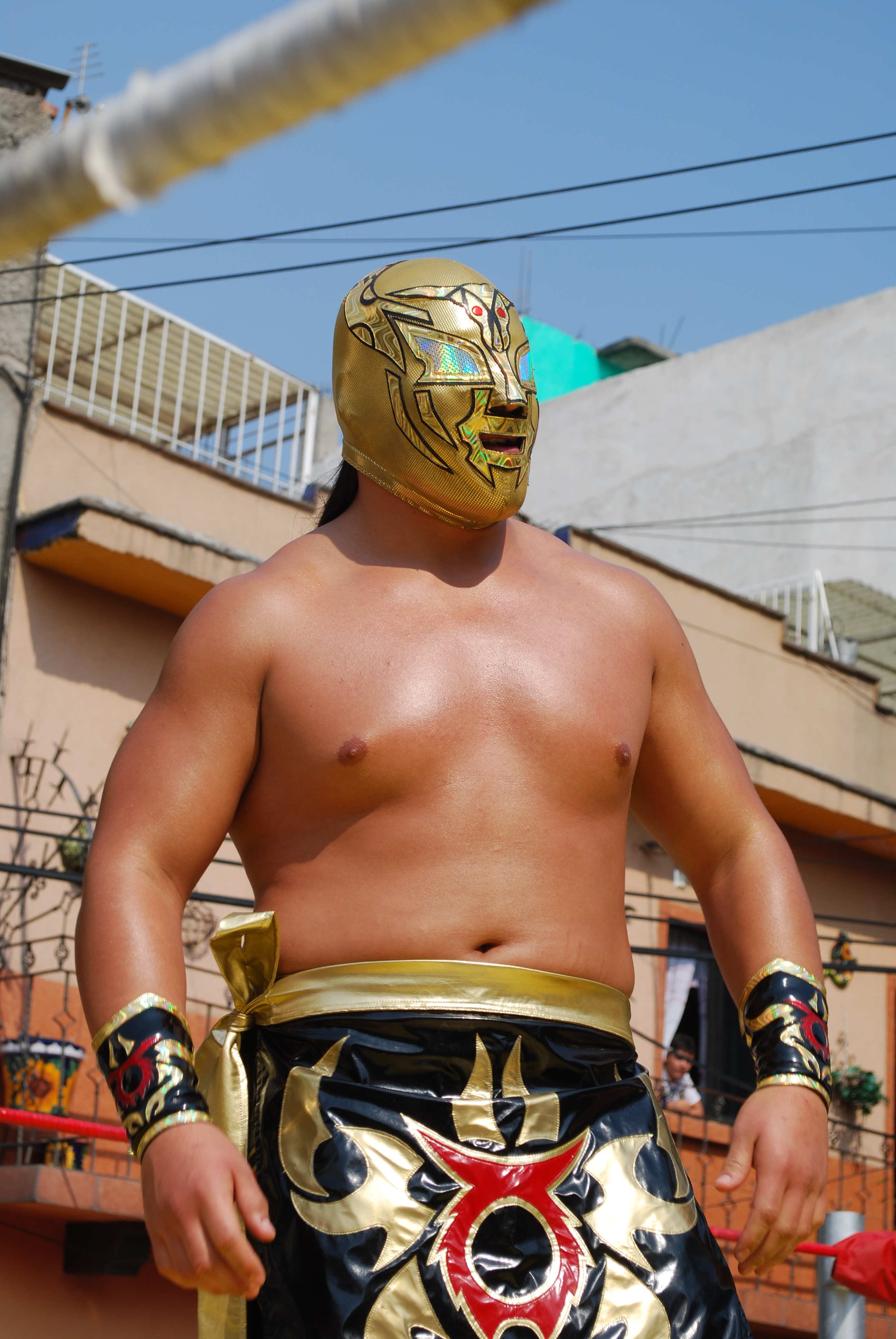
Taurus, finalista junto a Soberano, Jr. de la edición 2013.

El Torneo Sangre Nueva es un torneo de jóvenes luchadores realizado por el Consejo Mundial de Lucha Libre. Este torneo fue introducido en el 2012 y su objetivo principal es darle oportunidad de sobresalir a los nuevos talentos de la empresa.

## Lista de ganadores
| Año: | Ganador:     | Perdedor: | Fecha:              |       |
| ---- | ------------ | --------- | ------------------- | ----- |
| 2012 | Dragon Lee   | Raziel    | 20 de marzo de 2012 | [ 1 ] |
| 2013 | Soberano Jr. | Taurus    | 12 de marzo de 2013 | [ 2 ] |

## Historia
El torneo fue anunciado en marzo de 2012 y su objetivo principal es apoyar a los jóvenes luchadores del Consejo Mundial de Lucha Libre a pulirse y demostrar todo lo que tienen, similar al torneo Forjando un Ídolo realizado el año anterior. La primera edición del torneo se realizó el 6 de marzo de 2012 con un Torneo Cibernético de 8 luchadores, teniendo como el gran vencedor a Dragon Lee.

## Resultados

### 2012
El Torneo Sangre Nueva 2012 fue la primera edición del torneo realizado por el Consejo Mundial de Lucha Libre, el cual se realizó mediante eliminatorias los días 6 de marzo y 13 de marzo de 2012, teniendo la final el 20 de marzo en la Arena México de la Ciudad de México.
| # | Eliminado     | Por        | Tiempo     |
| - | ------------- | ---------- | ---------- |
| 1 | Cholo         | Camaleón   | 08:11      |
| 2 | Bobby Zavala  | Cancerbero | 08:48      |
| 3 | Soberano, Jr. | Stigma     | 10:12      |
| 4 | Camaleón      | Dragon Lee | 11:28      |
| 5 | Stigma        | Cancerbero | 12:08      |
| 6 | Cancerbero    | Titán      | 13:00      |
| 7 | Titán         | Dragon Lee | 15:02      |
| 8 | Ganador       | Dragon Lee | Dragon Lee |

| # | Eliminado         | Por               | Tiempo |
| - | ----------------- | ----------------- | ------ |
| 1 | Robín             | Disturbio         | 11:06  |
| 2 | Hombre Bala, Jr.  | El Hijo del Signo | 14:43  |
| 3 | Bronco            | Tritón            | 16:14  |
| 4 | Disturbio         | Súper Halcón, Jr. | 17:17  |
| 5 | Súper Halcón, Jr. | Raziel            | 18:54  |
| 6 | El Hijo del Signo | Raziel            | 20:01  |
| 7 | Tritón            | Raziel            | 24:54  |
| 8 | Ganador           | Raziel            | Raziel |

- Final

Dragon Lee derrotó a Raziel en una Lucha a Dos de Tres Caídas para ganar el torneo.

### 2013
El Torneo Sangre Nueva 2013 fue la segunda edición del torneo realizado por el Consejo Mundial de Lucha Libre, el cual se realizó mediante eliminatorias los días 26 de febrero y 5 de marzo de 2012, teniendo la final el 12 de marzo en la Arena México de la Ciudad de México.
| #  | Eliminado        | Por              | Tiempo        |
| -- | ---------------- | ---------------- | ------------- |
| 1  | Akuma            | Höruz            | 10:00         |
| 2  | Cholo            | Camaleón         | 11:34         |
| 3  | Höruz            | Lesión           | 13:29         |
| 4  | Espanto, Jr.     | Hombre Bala, Jr. | 14:17         |
| 5  | Camaleón         | Herodes, Jr.     | 15:00         |
| 6  | Herodes, Jr.     | Stigma           | 16:06         |
| 7  | Stigma           | Bobby Zavala     | 17:29         |
| 8  | Bobby Zavala     | Hombre Bala, Jr. | 21:17         |
| 9  | Hombre Bala, Jr. | Soberano, Jr.    | 26:49         |
| 10 | Ganador          | Soberano, Jr.    | Soberano, Jr. |

| #  | Eliminado           | Por                 | Tiempo |
| -- | ------------------- | ------------------- | ------ |
| 1  | Génesis             | Zayco               | 11:18  |
| 2  | Inquisidor          | Sensei              | 15:03  |
| 3  | Zayco               | Súper Halcón, Jr.   | 16:59  |
| 4  | Robín               | Guerrero Negro, Jr. | 19:21  |
| 5  | Oro, Jr.            | Disturbio           | 20:02  |
| 6  | Sensei              | Taurus              | 22:31  |
| 7  | Súper Halcón, Jr.   | Guerrero Negro, Jr. | 23:25  |
| 8  | Disturbio           | Guerrero Negro, Jr. | 24:59  |
| 9  | Guerrero Negro, Jr. | Taurus              | 29:05  |
| 10 | Ganador             | Taurus              | Taurus |

- Final

Soberano, Jr. derrotó a Taurus en una Lucha a Dos de Tres Caídas para ganar el torneo (12:54).